# مارك دايس
مارك دايس (بالإنجليزية: Mark Dice) وهو كاتب أمريكي وناشط سياسي ومنظر مؤامرات إنجيلي مسيحي أمريكي يتمركز في مدينة سان دييغو، كاليفورنيا وقد عرض نظرياته على اليوتيوب حول النظام العالمي الجديد والتنظيمات السرية والمتنورون ومجموعة بلدربيرغ وجمعية الجمجمة والعظام والبستان البوهيمي وقد ألف كتاب مقاومة المانيفستو في 2005 تحت اسم جون كونر، ولد في يوم 21 ديسمبر 1977 في مدينة ميلوكي في ولاية ويسكونسن في الولايات المتحدة.

## روابط خارجية
- مارك دايس على موقع IMDb (الإنجليزية)